# Mother's Finest
Mother's Finest es una banda estadounidense de funk rock fundada en la ciudad de Atlanta por los cantantes Joyce Kennedy y Glenn "Doc" Murdock en 1970, junto al guitarrista Gary "Moses Mo" Moore y el bajista Jerry "Wyzard" Seay. Su música puede definirse como una fusión entre funk, heavy rock y soul.
Las canciones "Fire", "Baby Love", "Don't Wanna Come Back", "Love Changes" y "Piece of the Rock" lograron entrar en las listas de éxitos de la Billboard a mediados de los setenta.

## Miembros

### Alineación original
- Joyce "Baby Jean" Kennedy - voz y percusión
- Glenn "Doc" Murdock – voz y percusión
- Jerry "Wyzard" Seay – bajo
- Gary "Moses Mo" Moore – guitarra
- Mike Keck – teclados
- Sanford "Pepe" Daniels - teclados

### Alineación actual
- Joyce "Baby Jean" Kennedy – voz
- Glenn "Doc" Murdock – voz
- Jerry "Wyzard" Seay – bajo
- Gary "Moses Mo" Moore – guitarra
- John "Red Devil" Hayes – guitarra
- Dion Derek Murdock – batería

## Discografía

### Álbumes
- Mother's Finest (1972), RCA
- Mother's Finest (1976), Epic
- Another Mother Further (1977), Epic
- Mother Factor (1978), Epic
- Live (1979), Epic
- Iron Age (1981), Atlantic
- One Mother to Another (1983), Epic
- Looks Could Kill (1989), Capitol
- Subluxation (1990), RCA – live album
- Black Radio Won't Play This Record (1992), Scotti Brothers Records
- Meta-Funk'n Physical (2003), UTR Music
- Right Here, Right Now: Live at Villa Berg (2005), MTM Music
- MF 4D (2011), U*ME/US*We - live album
- Mother's Finest - Live at Rockpalast 1978 & 2003 (2012), MIG
- Goody 2 Shoes & The Filthy Beasts (2015), SPV/Steamhammer

### Compilados
- Rock Your Soul (1996), Sony Special Products
- The Very Best of Mother's Finest: Not Yer Mother's Funk (1997), Razor & Tie Records
- Baby Love (1998), Kiosk
- Definitive Collection (1998), Sony International
- Burning Love: Best (2000), Cedar

### DVD
- Mother's Finest - Live at Rockpalast 1978 & 2003 (2012), MIG

## Imágenes de la banda

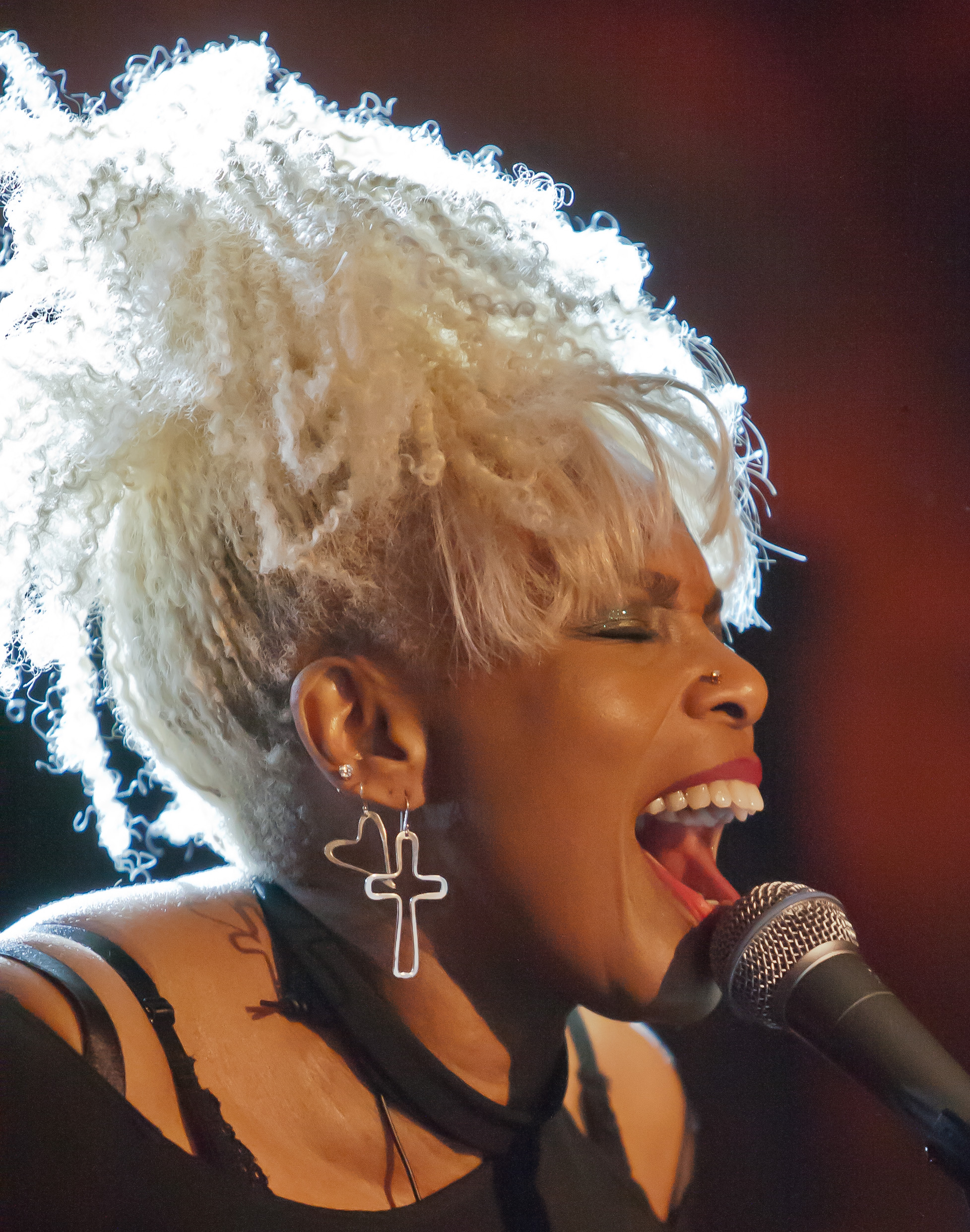
Joyce Kennedy
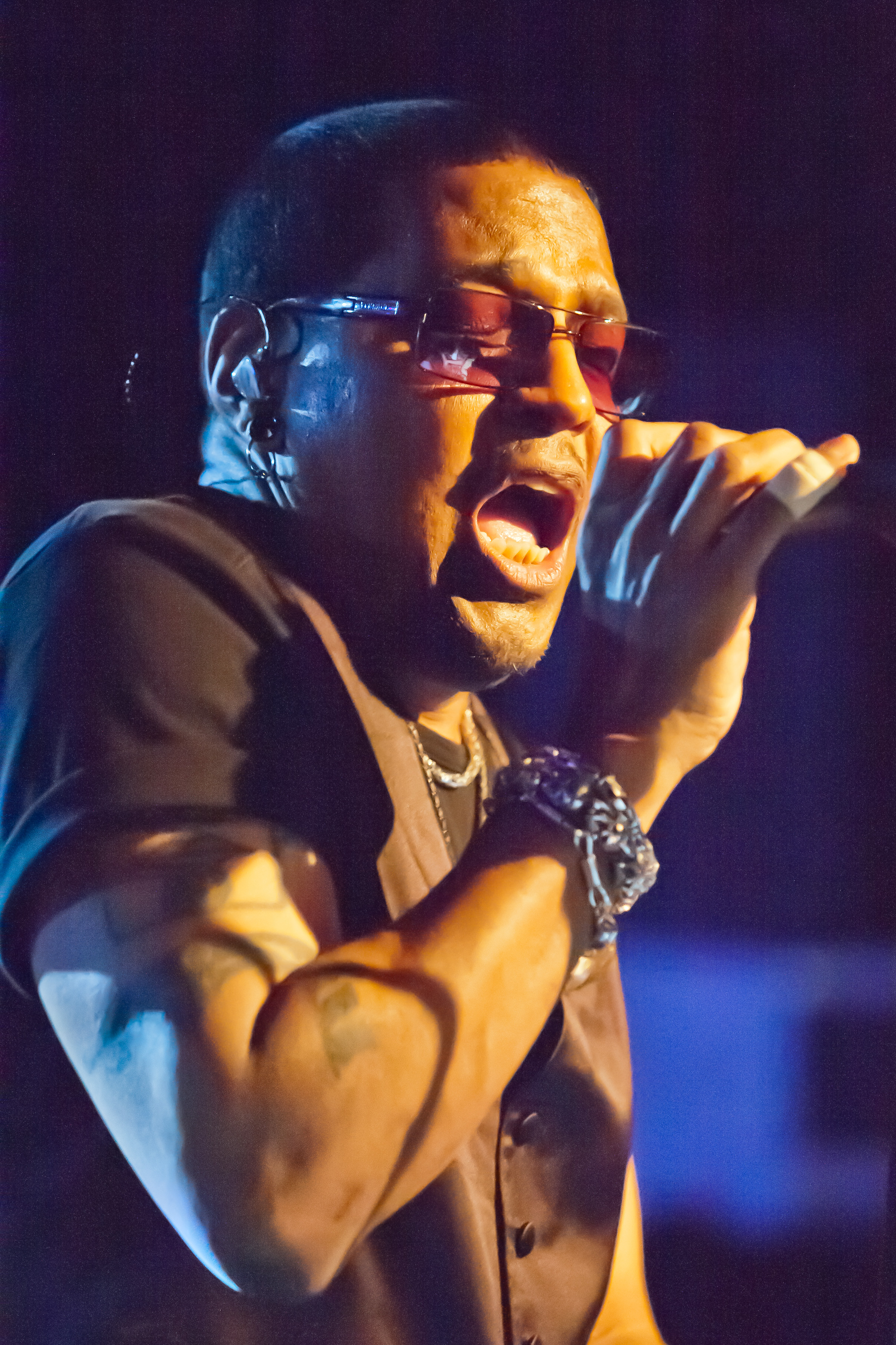
Glenn Murdock
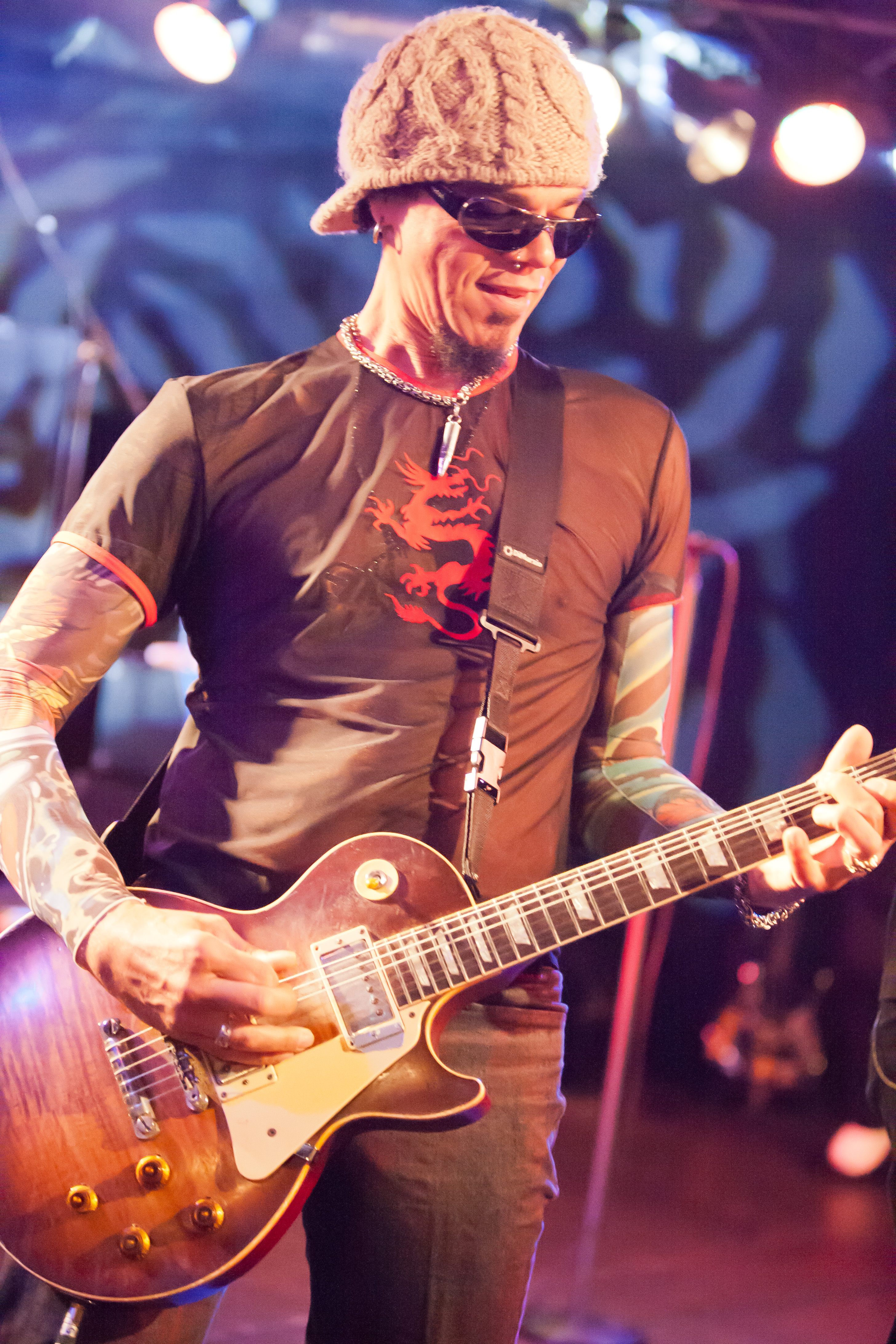
John Hayes
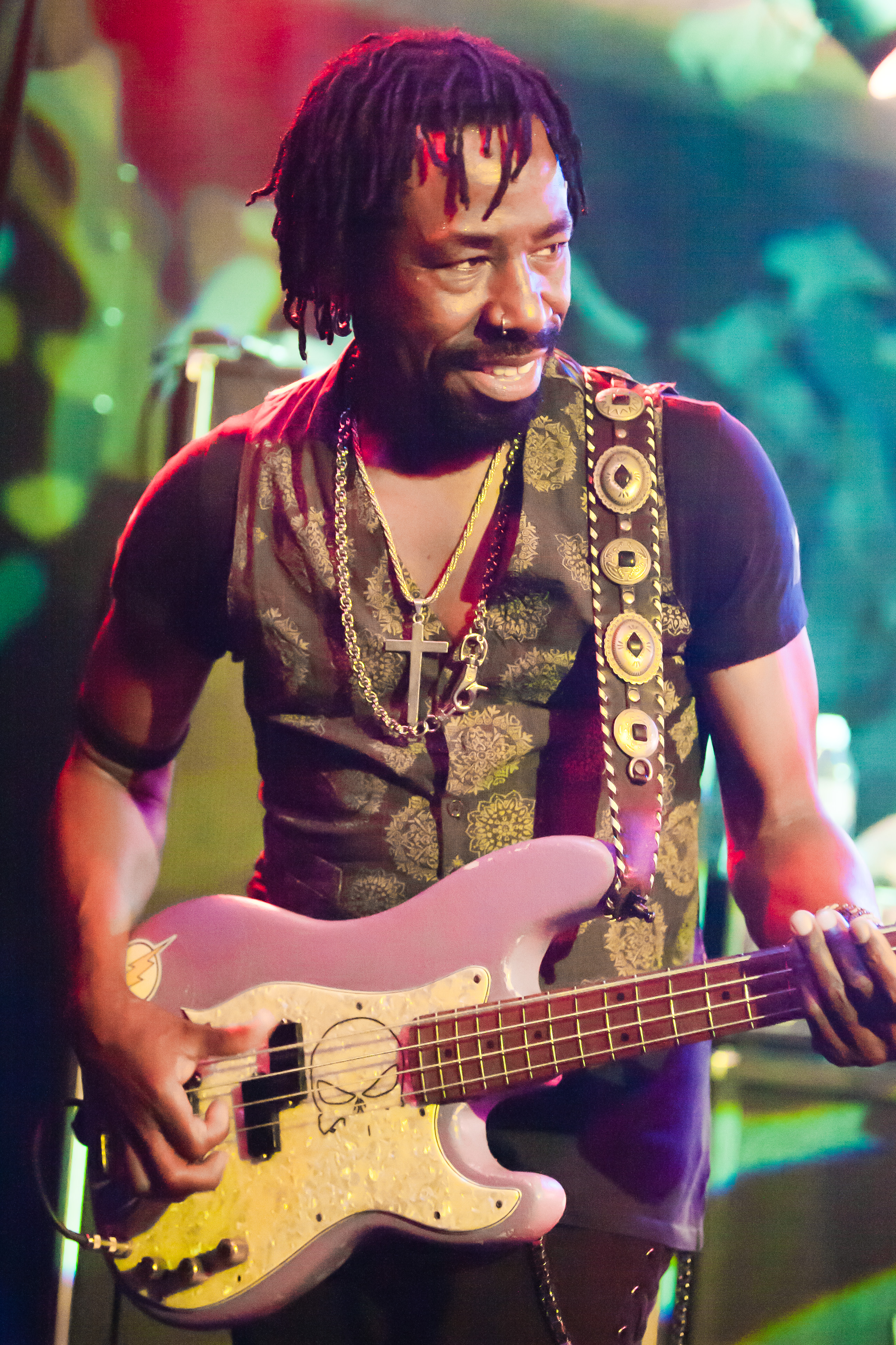
Jerry "Wyzard" Seay
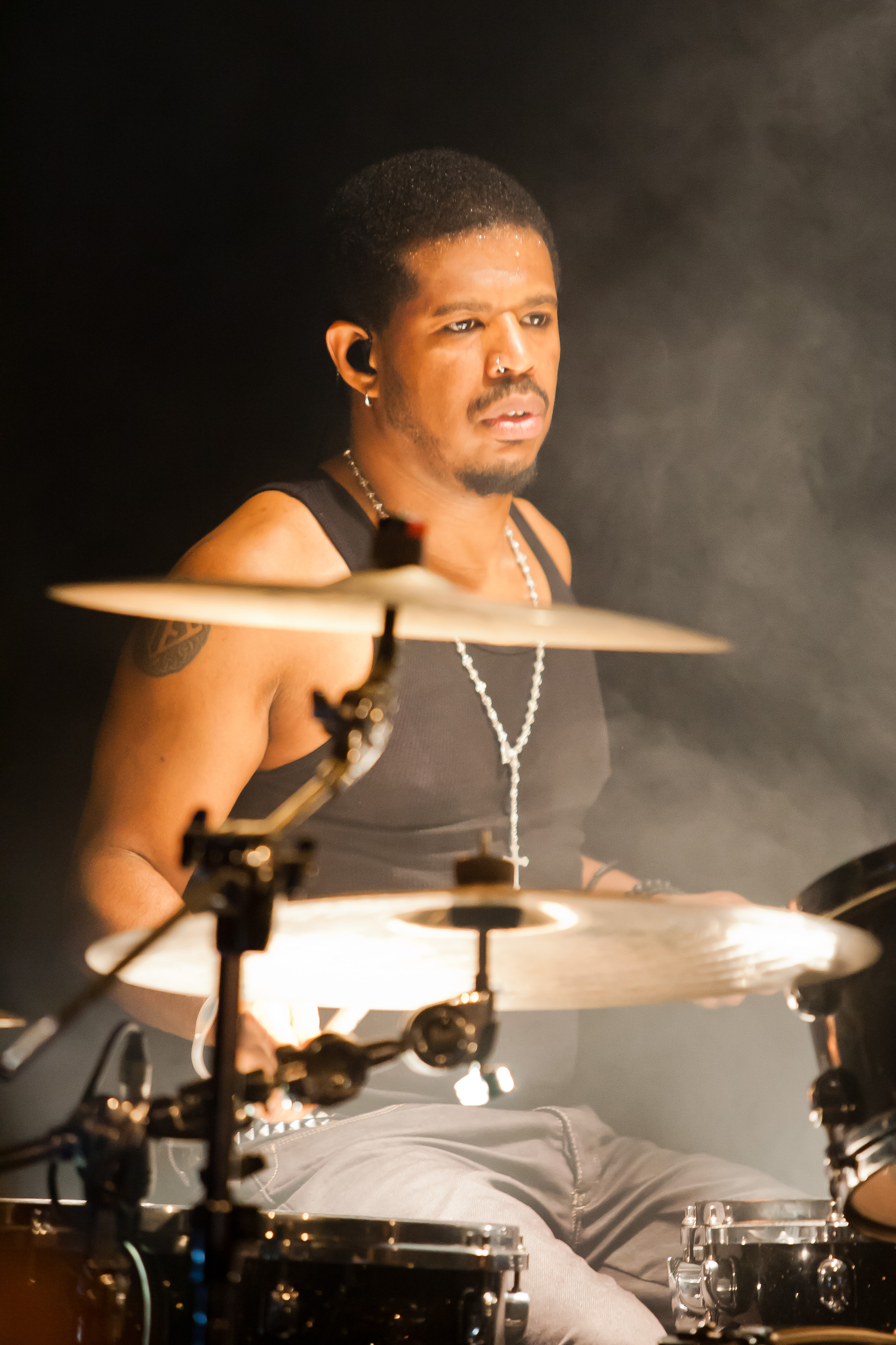
Dion Derek Murdock
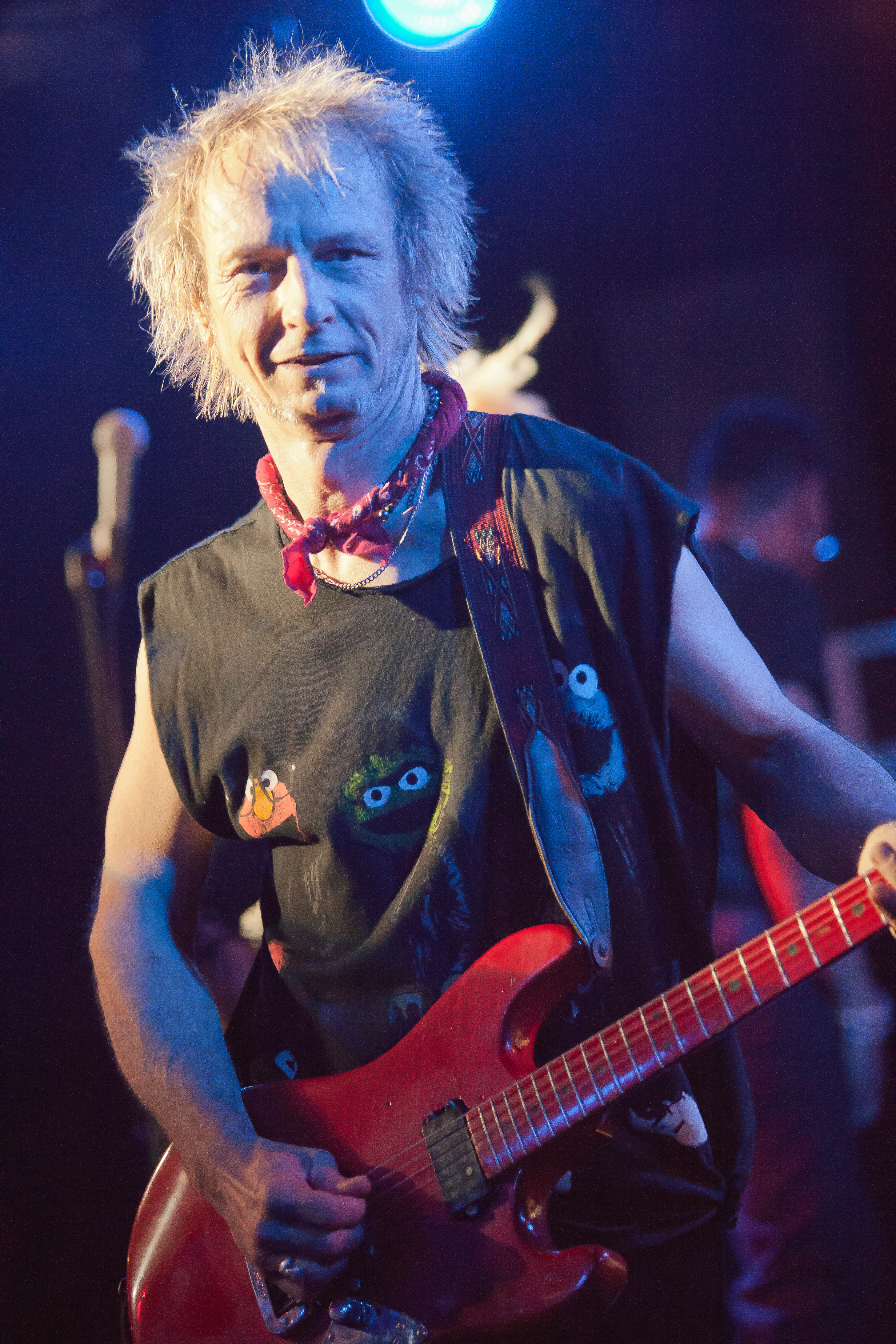
Gary "Moses Mo" Moore